# Skeleton (canção de Super Junior-D&E)
Skeleton é o terceiro single japonês da dupla Donghae & Eunhyuk, subgrupo da boy band sul-coreana Super Junior, lançado em 6 de agosto de 2013 pela gravadora Avex Trax.

## Lista de faixas
| CD             |                           |                                   |                                              |         |  |
| N.º            | Título                    | Letras                            | Música                                       | Duração |  |
| 1.             | "Skeleton"                | Massattack, Goof (Hasta La Vista) | Will Simms, Hayley Aitken, Iggy Strange-Dahl | 3:24    |  |
| 2.             | "Wonderland"              | AKIRA                             | Donghae, Peter, Sky, Jinoo                   | 4:03    |  |
| 3.             | "Skeleton -Less Vocal-"   | Massattack, Goof (Hasta La Vista) | Will Simms, Hayley Aitken, Iggy Strange-Dahl | 3:24    |  |
| 4.             | "Wonderland -Less Vocal-" | AKIRA                             | Donghae, Peter, Sky, Jinoo                   | 4:03    |  |
| Duração total: | Duração total:            | Duração total:                    | Duração total:                               | 14:57   |  |

DVD
1. Skeleton  (videoclipe)
2. Skeleton (making-of)

## Desempenho nas paradas
| Parada                   | Período                  | Melhor posição | Vendas |
| ------------------------ | ------------------------ | -------------- | ------ |
| Oricon (Ranking diário)  | 6 de agosto de 2014      | 2              | 36,329 |
| Oricon (Ranking semanal) | 4 – 10 de agosto de 2014 | 4              | 54,220 |
| Oricon (Ranking mensal)  | agosto de 2014           | 12             | 56,450 |